# Bắt cóc trái tim
Heart Attack (tiếng Thái: ฟรีแลนซ์..ห้ามป่วย ห้ามพัก ห้ามรักหมอ, tiếng Việt: Bắt cóc trái tim) là bộ phim điện ảnh Thái Lan do Nawapol Thamrongrattanarit làm đạo diễn. Phim với sự tham gia của Sunny Suwanmethanon, Davika Hoorne, Violette Wautier và Torpong Chantabubph.

## Nội dung
Yoon (Sunny Suwanmethanont) - nhà thiết kế đồ họa chuyên chỉnh sửa ảnh là dân freelace (tự do) và tự đặt ra tiêu chuẩn khắc nghiệt nhất cho chính bản thân. Khả năng vượt trội và sự chuyên nghiệp đúng hạn của anh khiến anh luôn bận rộn, cuống cuồng với bao công việc phủ kín lịch trình của mình... Jay (Violette Wautier), nhà sản xuất trong một công ty quảng cáo mà Yoon làm việc, liên tục giao việc cho anh. Đây là lý do khiến Yoon luôn cảm thấy hào hứng mỗi khi nhận cuộc gọi từ Jay.
Sau khi thức làm việc suốt năm ngày liền, những vệt mẩn ngứa bắt đầu xuất hiện trên cơ thể của Yoon, nhưng anh không muốn phí bất kỳ giây phút nào trong bệnh viện. Rốt cuộc, anh vẫn phải trình diện ở bệnh viện khi cơ thể biểu tình bằng những mảng da đỏ rộp. Và ở đó, anh đã gặp bác sĩ Imm (Davika Hoorne)...
Nỗ lực làm việc và đòi hỏi phải chữa bệnh luôn là cuộc đấu tranh quyết liệt trong nội tâm của Yoon.. Cho đến một ngày, cơn đau tim đánh quỵ Yoon.. Liệu anh còn có cơ hội để làm lại cuộc đời và tìm thấy hạnh phúc trong tình yêu?

## Diễn viên
- Sunny Suwanmethanon vai Yoon
- Davika Hoorne vai Imm
- Violette Wautier vai Je
- Torpong Chantabubph vai Peng
- Nottapon Boonprakob vai Kai